# Calamity Anne
Calamity Anne - il cui nome si richiama a quello di Calamity Jane - è il personaggio protagonista di una serie di dodici cortometraggi prodotti dall'American Film Manufacturing Company nei primi anni dieci del Novecento. I primi sei episodi della serie furono diretti da Allan Dwan.

Il personaggio di Calamity Anne fu la prima donna protagonista di un genere come quello western considerato prettamente maschile. I film avevano come interprete principale l'attrice Louise Lester che, con questa serie, diventò la prima star femminile del genere western.

## Caratteristiche
Dura donna del West, Calamity Anne vive in un mondo di uomini e veste abiti maschili, portando sempre con sé la sua pistola, una sei colpi. L'unico suo compagno è un fedele asinello. Burbera e rude, Calamity dimostra di nascondere sotto le sue maniere rozze e scostanti un buon cuore, prendendosi cura di ogni orfanello che le capita a tiro.

## Filmografia
1. Calamity Anne's Ward (riedizione: Calamity Anne, Guardian), regia di Allan Dwan - cortometraggio (1912)
2. Calamity Anne's Inheritance (riedizione: Calamity Anne's Legacy), regia di Allan Dwan - cortometraggio (1913)
3. Calamity Anne's Vanity, regia di Allan Dwan - cortometraggio (1913)
4. Calamity Anne, Detective, regia di Allan Dwan - cortometraggio (1913)
5. Calamity Anne's Beauty, regia di Allan Dwan - cortometraggio (1913)
6. Calamity Anne's Trust, regia di Allan Dwan - cortometraggio (1913)
7. Calamity Anne's Parcel Post - cortometraggio (1913)
8. Calamity Anne Takes a Trip, regia di Albert W. Hale - cortometraggio (1913)
9. Calamity Anne, Heroine, regia di Lorimer Johnston - cortometraggio (1913)
10. Calamity Anne's Sacrifice - cortometraggio (1913)
11. Calamity Anne's Dream - cortometraggio (1913)
12. Calamity Anne in Society, regia di Thomas Ricketts - cortometraggio (1914)
13. Calamity Anne's Love Affair, regia di Thomas Ricketts - cortometraggio (1914)